# Aleje Pojezierza Iławskiego
Aleje Pojezierza Iławskiego este o arie protejată (sit de importanță comunitară — SCI) din Polonia întinsă pe o suprafață de 377,25 ha, integral pe uscat.

## Localizare
Centrul sitului Aleje Pojezierza Iławskiego este situat la coordonatele 53°47′03″N 19°20′38″E / 53.7843°N 19.344°E.

## Înființare
Situl Aleje Pojezierza Iławskiego a fost declarat sit de importanță comunitară în octombrie 2009 pentru a proteja 1 specie de animale.

## Biodiversitate
Situată în ecoregiunea continentală, aria protejată conține 2 habitate naturale: Păduri de stejar sau de stejar și carpen sub-atlantice și medio-europene de Carpinion betuli, Păduri aluvionare cu Alnus glutinosa și Fraxinus excelsior (Alno-Padion, Alnion incanae, Salicion albae).
La baza desemnării sitului se află o specie protejată de  nevertebrate: Osmoderma eremita.